# Malleval-en-Vercors
Malleval-en-Vercors (bis 2005 nur Malleval) ist eine französische Gemeinde mit 56 Einwohnern (Stand 1. Januar 2022) im Département Isère in der Region Auvergne-Rhône-Alpes; sie gehört zum Arrondissement Grenoble und zum Kanton Le Sud Grésivaudan.

## Geografie
Die Gemeinde liegt etwa 35 Kilometer nordöstlich von Romans-sur-Isère im Vercors, einem Gebirgsstock im Westen der französischen Alpen auf über 900 m Meereshöhe. Das Gemeindegebiet liegt im Regionalen Naturpark Vercors. Der kleine Bach Nan (le Nan Ruisseau) entspringt nahe dem Ortsteil Railletière. Er hat sich tief in das Gestein geschnitten und bildet die Gorges du Nan, eine Schlucht mit zwei klammartigen Engstellen, ehe er nach wenigen Kilometern in die Isère mündet.

## Weblinks

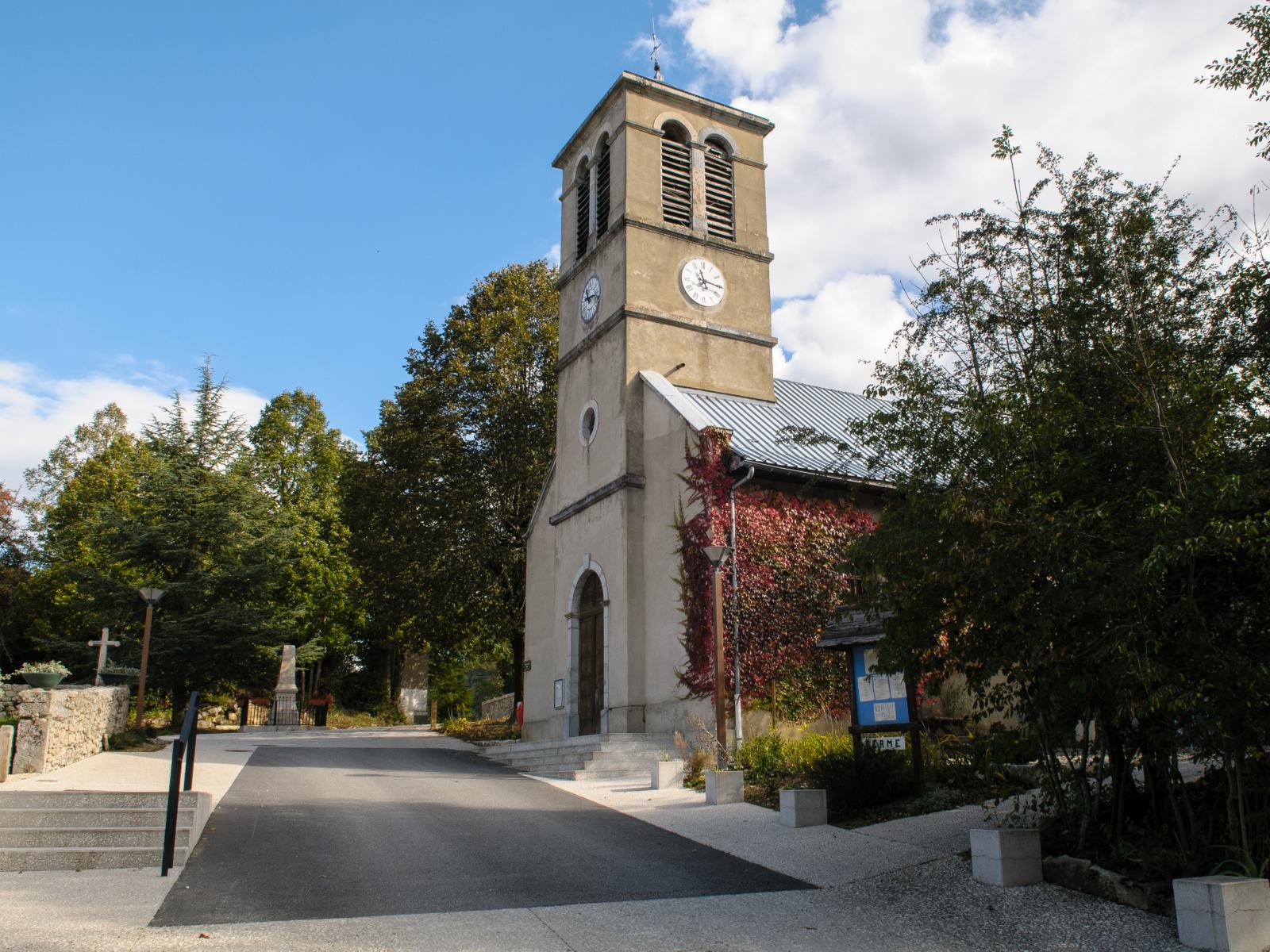
Kirche Notre-Dame

## Bevölkerungsentwicklung
| Jahr                       | 1962 | 1968 | 1975 | 1982 | 1990 | 1999 | 2007 | 2017 |
| Einwohner                  | 26   | 12   | 11   | 27   | 18   | 31   | 56   | 53   |
| Quellen: Cassini und INSEE |      |      |      |      |      |      |      |      |